# 4. Arrondissement (Marseille)
Das 4. Arrondissement ist ein Arrondissement (Stadtbezirk) der südfranzösischen Stadt Marseille. 2008 lebten hier 47.243 Menschen.

## Lage und Stadtviertel
Es befindet sich östlich des Stadtzentrums von Marseille. Im Norden grenzt es an das 13. Arrondissement, im Osten ans 1. und 3. im Süden ans 5. und im Westen ans 12. Arrondissement.
Das Arrondissement unterteilt sich in vier Stadtviertel:
- La Blancarde
- Les Chartreux
- Chutes-Lavie
- Cinq Avenues

## Bevölkerungsentwicklung
| Jahr      | 1968  | 1975  | 1982  | 1990  | 1999  | 2008  |
| Einwohner | 62140 | 57434 | 50451 | 44980 | 43780 | 47243 |

## Kultur
Zwischen dem 4. und dem 13. Arrondissement befindet sich mit dem Le Dôme das größte Veranstaltungsgebäude der Stadt. Auch das Palais Longchamp ist von großer Bedeutung. Ein bekanntes komisches Theater ist das Antidote. Wechselnde Ausstellungen zeigt der Hang’art. Im Viertel ist auch die griechische Kulturorganisation Union Hellénique de Marseille et de la Région domiziliert.